# Reinhard Divis
Reinhard Divis (né le 4 juillet 1975 à Vienne en Autriche) est un joueur de hockey sur glace professionnel devenu entraîneur. Il évolue au poste de gardien de but,.

## Biographie

### Carrière en club
En 1994, sa carrière débute au VEU Feldkirch, avec qui il remporta cinq fois consécutives le championnat d'Autriche jusqu'à 1998. En 1998, il remporta également avec Feldkirch la Ligue européenne de hockey après avoir battu le Dynamo Moscou en finale. En 1999, Feldkirch connaissant des difficultés financières, Divis dut quitter le club et signa pour deux ans au Leksands IF en Elitserien.
Il fut repêché par les Blues de Saint-Louis au 8e tour, 261e au total, lors du repêchage d'entrée dans la LNH 2000. Il signa en Amérique du Nord en 2001 pour jouer avec les Blues de Saint-Louis dans la Ligue nationale de hockey et leur club-école des IceCats de Worcester puis les Rivermen de Peoria de la Ligue américaine de hockey. Durant le lock-out 2004-2005 de la LNH, il porte les couleurs de l'EC VSV dans le championnat d'Autriche. Depuis 2006, il joue avec l'EC Red Bull Salzbourg et ajoute deux titres à son palmarès en 2007 et 2008. L'équipe remporte la coupe continentale 2010.

### Carrière internationale
Divis est un membre régulier de l'Équipe d'Autriche de hockey sur glace en senior depuis 1997. Il a notamment participé aux Jeux olympiques de 1998 à Nagano et à ceux de 2002 à Salt Lake City ainsi qu'à de nombreuses éditions des championnats du monde.